# EuroGames

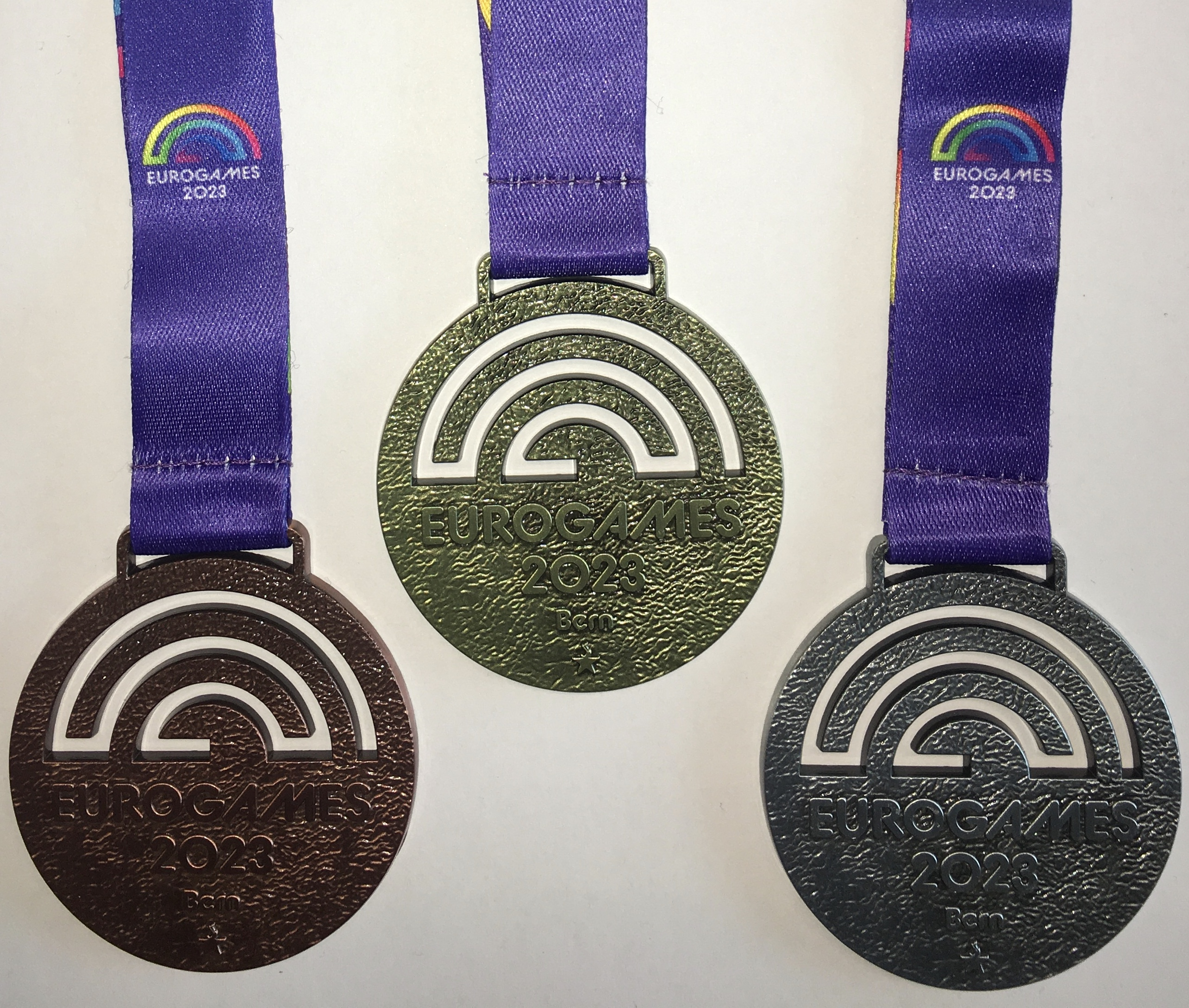
Medaillen der EuroGames 2023

Die EuroGames sind ein jährlich stattfindendes schwul-lesbisches sportliches Großereignis, das Anfang der 1990er Jahre in Anlehnung an die Gay Games entstand. Teilnehmer sind schwule, lesbische und heterosexuelle Sportler aus ganz Europa.

## Beschreibung

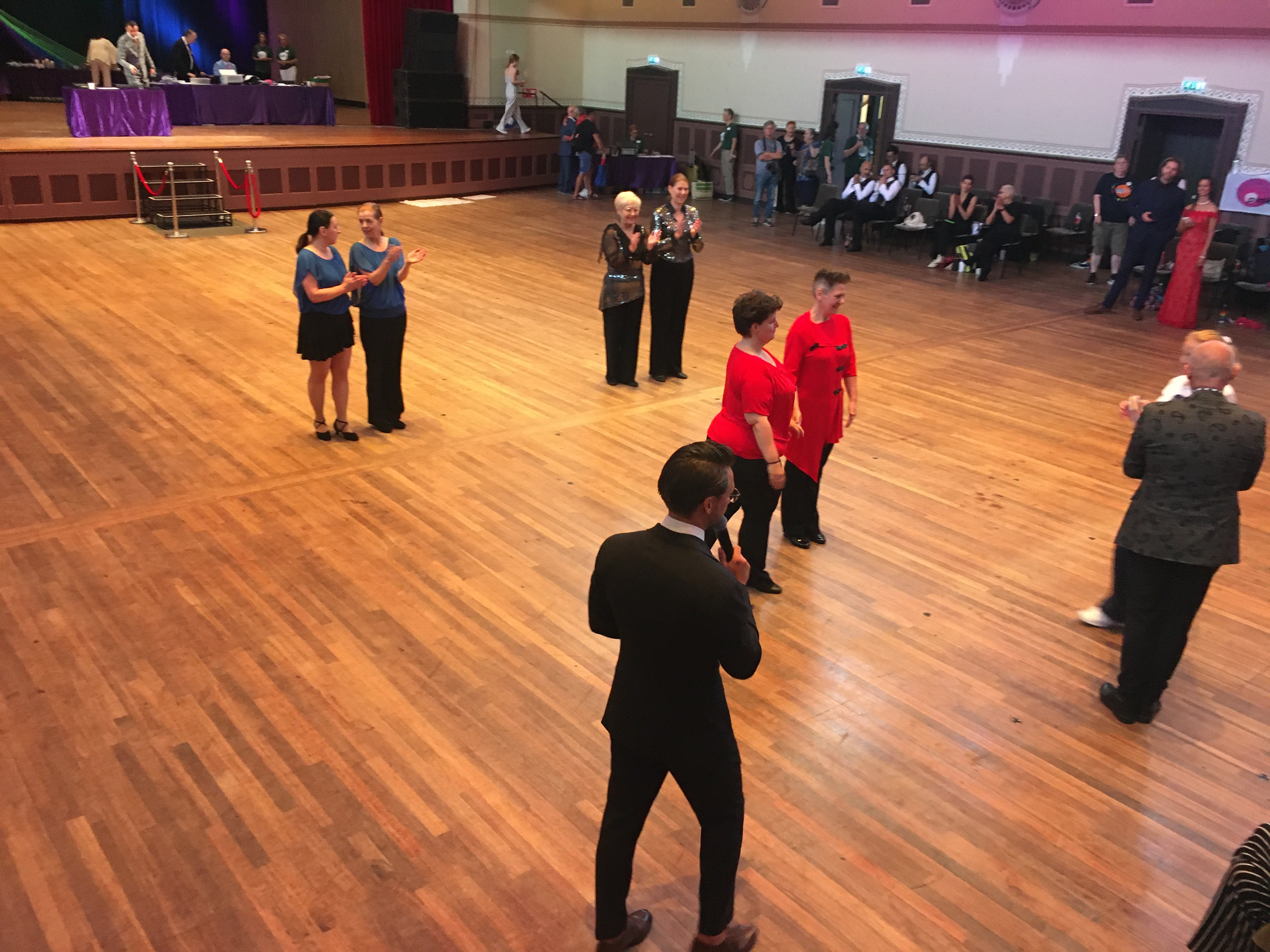
Tanzpaare der Kategorie Seniorinnen Latein an den EuroGames 2022

Die EuroGames werden seit 1992 jedes Jahr ausgetragen, mit Ausnahme der Jahre, in denen Gay Games oder Outgames stattfinden. Die Lizenz für die drei- bis viertägige Veranstaltung wird mit einer Vorlaufzeit von drei Jahren von der European Gay & Lesbian Sport Federation (EGLSF) an eine oder mehrere ihrer Mitgliedsorganisationen vergeben. Es wird unterschieden zwischen großen EuroGames, welche üblicherweise alle vier Jahre stattfinden, und den dazwischenliegenden kleinen EuroGames, die für maximal 3000 Athleten gedacht sind. Dies soll auch der unterschiedlichen Leistungsfähigkeit der austragungswilligen Organisationen Rechnung tragen.
Zu den Sportarten, in denen bei den EuroGames Wettkämpfe abgehalten werden, zählen Fußball, Volleyball, Basketball, Tennis, Schwimmen, Tanzen und einige weitere, aber auch eher exotische Sportarten wie Linedance, Cheerleading, Aerobic oder Synchronschwimmen mit Männern und Frauen. Die Spiele sind für alle offen und es gilt das Prinzip: Mitmachen und die persönliche Bestleistung erbringen. Neben den Bewerben gibt es meist ein gut organisiertes Kontaktprogramm („Outreachprogramm“).
Neben sportlichen Höchstleistungen der schwul-lesbischen Community sollen weitere Ziele erreicht werden:
- Bekämpfung von Diskriminierungen im Sport aufgrund der sexuellen Orientierung
- Förderung der Integration und Emanzipation von Schwulen und Lesben im Sport
- Ermöglichung und Unterstützung des offenen Auftretens schwuler Sportler und lesbischer Sportlerinnen
- Unterstützung bei der Gründung neuer schwuler, lesbischer, heterosexueller oder gemischter Sportgruppen

„EuroGames“ ist eine eingetragene europäische Wort-Bild-Marke. Das Logo ist ein fünfzackiger auf zwei Zacken stehender Stern, dessen oberste Zacke durch eine Flamme ersetzt wurde. Die Hymne ist „We are leaving (Oveture)“ der schwedischen Gruppe Polaris.

## Geschichte

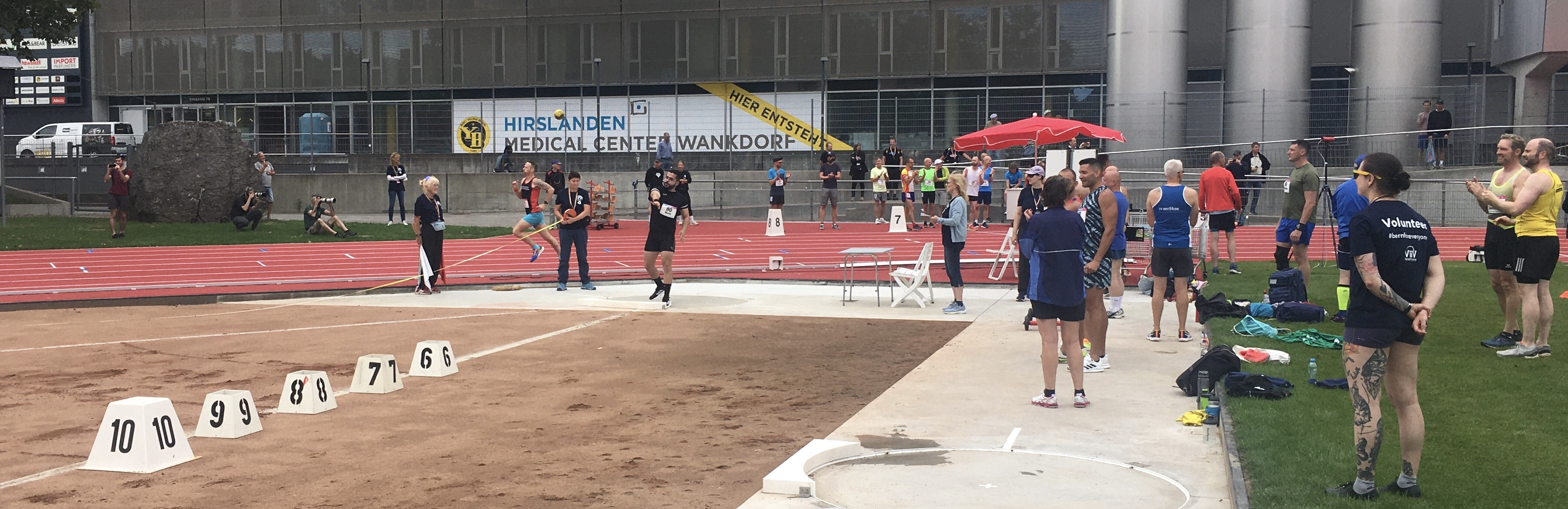
Kugelstoßen an den EuroGames 2023

Im Jahre 1989 wurde die EGLSF gegründet zur Vernetzung der europäischen Vereine. Teilnehmer der dritten Gay Games 1990 in Vancouver waren davon so begeistert, dass sie auch in Europa ähnliches organisieren wollten.
Im Jahre 1992 fanden die ersten EuroGames in Den Haag statt. Die etwa dreihundert Teilnehmer aus fünf Ländern maßen sich in den Disziplinen Badminton, Fußball, Volleyball und Basketball. Die zweiten Spiele fanden ebenfalls in Den Haag statt, diesmal mit über 540 Frauen und Männern aus acht Staaten. Die Disziplinen wurden um Schwimmen und Leichtathletik erweitert. Offiziell eröffnet wurden sie durch Hedy d’Ancona, dem damaligen niederländischen Sportminister. Die Gay Games 1994 in New York mit 11.000 Athleten waren ein großer Erfolg und beeinflussten viele europäische Teilnehmer an den nächsten EuroGames 1995 teilzunehmen. Für diese bündelten der Frankfurter Volleyball Verein und Artemis Sport Frankfurt ihre Kräfte. Als die Registrierung begann, wurden sie von einer unerwarteten Flut von Anmeldungen überhäuft. Innerhalb weniger Wochen konnten zusätzliche Kampfstätten und Unterkünfte organisiert und viele andere logistische Probleme bewältigt werden. Letztendlich nahmen über 2000 Athleten teil. In diesem Jahr wurde auch das Logo „Stern und Flamme“ eingeführt.
Bei den Spielen 1996 in Berlin erreichte die Organisation einen semiprofessionellen Level, obwohl sie durchwegs von Freiwilligen geleistet wurde. Unter den 3400 Athleten, die sich in 17 Sportarten maßen, befanden sich auch erstmals 50 Teilnehmer aus osteuropäischen Ländern Litauen, Polen, Tschechien, Ungarn, Russland und Rumänien. Zu diesen Spielen wurde als Hymne „We Are Leaving…“ der Eurodance-Gruppe Polaris eingeführt. Polaris stammt aus Schweden und bestand aus Giovanna Bragazzi, Leif Jacobsson und Peter Roth, wobei Jacobsson die Musik beisteuerte und Roth den Text. Für den festlichen Rahmen wird die feierliche Instrumentalversion „We Are Leaving… (Overture)“ verwendet. Neben einer 1995 erschienenen Maxi-CD brachte die Gruppe im Jahr der Spiele auch eine ganze CD unter dem Titel „Euro Games IV“ heraus.
Für das Jahr 1997 hatten sich Brüssel, Paris und Zürich beworben. Zu den Spielen kamen fast 2.000 Teilnehmer, wobei die Mehrheit aus Frankreich, Italien und Spanien kam. Den Organisatoren der 1999 in Manchester geplanten Spiele musste nach Monaten ernster Gespräche das Recht zur Austragung im Juli 1998 entzogen werden. Zu den EuroGames 2000 in Zürich kamen mit über 4300 Athleten wieder mehr als erwartet, davon 150 aus Süd- und Osteuropa. Erstmals wurden in einigen Sportarten „Behinderten“-Turniere veranstalten. In diesem Jahr wurde beschlossen die Spiele in große und kleine einzuteilen. Die siebenten EuroGames im August 2001 in Hannover waren die ersten „kleinen“ Spiele. Die Kooperation mit der Stadtverwaltung unter Bürgermeister Herbert Schmalstieg funktionierte gut. Unter den sieben Sportarten war der Tanzwettbewerb ein großer Erfolg. Neben der gesellschaftspolitischen Aussage durch die gleichgeschlechtlichen Paare waren die Darbietungen professionell. Die Organisatoren registrierten die Domain www.eurogames.info, welche auch bei allen zukünftigen EuroGames zur Information und Registrierung genutzt wird.
Die Eurogames 2004 fanden in München unter dem Motto „Munich s'ports the Rainbow“ statt. Sie waren die ersten, explizit als „groß“ deklarierten. Die Bewerbe der 5500 Athleten – die bisher höchste Teilnehmeranzahl – in 27 Sportarten wurden im Olympiapark ausgetragen. Es wurden wieder „Behinderten“-Turniere veranstaltet. Bei den „kleinen EuroGames“ 2005 in Utrecht wurden erstmals auch Wettkämpfe im Hockey ausgetragen, woran auch ein Team aus Australien teilnahm. Wenn Plätze frei sind, können auch Nicht-Europäische Athleten teilnehmen. Bei den Spielen 2007 in Antwerpen lag die Frauenquote erstmals über 40 %, im deutschen Team stellten sie sogar die Mehrheit. 600 Freiwillige halfen mit, die Veranstaltung mit über 2800 Athleten aus 40 Ländern in 12 Sportarten reibungslos über die Bühne zu bringen. Die großen Spiele 2008 in Barcelona fanden unter dem Motto „Come South, Play with us!“ statt. 5300 Teilnehmer in 25 Sportarten, dabei wieder mehr als 40 % Frauen, wurden von 1000 Freiwilligen betreut.

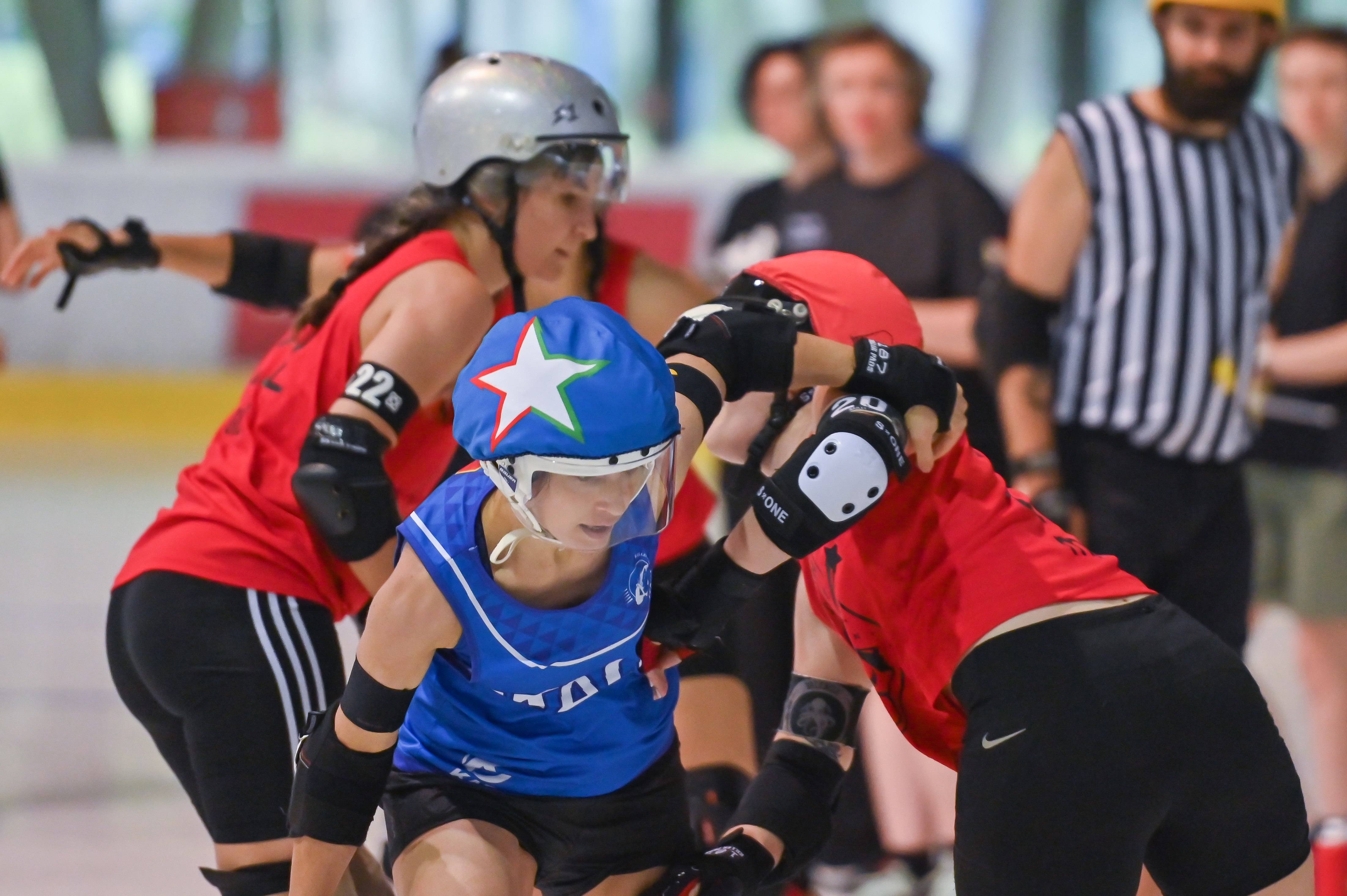
Roller Derby bei den EuroGames 2024

Im Jahr 2024 fanden die EuroGames in Wien statt. Das Motto der Veranstaltung war „Embrace Diversity!“. Es nahmen rund 4000 Personen teil, die sich in 31 Sportarten im gesamten Stadtgebiet messen konnten. Die Spiele sollten Frauen, Lesben, trans- und intergeschlechtliche sowie nichtbinäre Personen verstärkt einbeziehen. Daneben wurde ein Outreach-Programm für Teilnehmende aus Mittel-, Ost- und Südosteuropa eingerichtet. Teil der Veranstaltung war eine Sport- und Menschenrechtskonferenz zum Thema LGBTIQ+ im Sport.

## Veranstaltungsübersicht

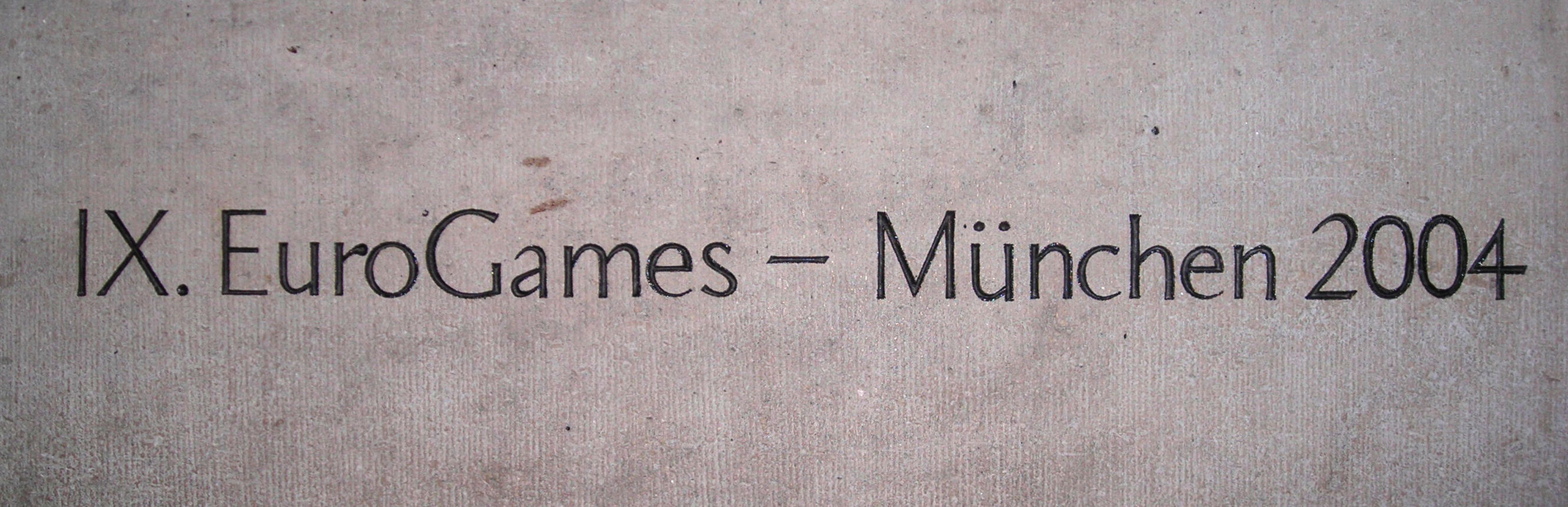
IX. EuroGames München: Gravur am Neuen Rathaus

| Nr.   | Jahr | Von                                           | Bis                                           | Ort                                           | Land                                          | Teilnehmer                                    | Länder                                        | Sportarten                                    | groß/ klein                                   |
| ----- | ---- | --------------------------------------------- | --------------------------------------------- | --------------------------------------------- | --------------------------------------------- | --------------------------------------------- | --------------------------------------------- | --------------------------------------------- | --------------------------------------------- |
| I     | 1992 |                                               |                                               | Den Haag                                      | Niederlande                                   | 300                                           | 5                                             | 4                                             | -                                             |
| II    | 1993 |                                               |                                               | Den Haag                                      | Niederlande                                   | 540                                           | 8                                             | 6                                             | -                                             |
| -     | 1994 | Gay Games in New York                         | Gay Games in New York                         | Gay Games in New York                         | Gay Games in New York                         | Gay Games in New York                         | Gay Games in New York                         | Gay Games in New York                         | Gay Games in New York                         |
| III   | 1995 |                                               |                                               | Frankfurt am Main                             | Deutschland                                   | 2000                                          | 13                                            | 10                                            | -                                             |
| IV    | 1996 | 16.5.                                         | 19.5.                                         | Berlin                                        | Deutschland                                   | 3400                                          | 18                                            | 17                                            | -                                             |
| V     | 1997 | 20.6.                                         | 23.6.                                         | Paris                                         | Frankreich                                    | 2000                                          | 18                                            | 17                                            | -                                             |
| -     | 1998 | Gay Games in Amsterdam                        | Gay Games in Amsterdam                        | Gay Games in Amsterdam                        | Gay Games in Amsterdam                        | Gay Games in Amsterdam                        | Gay Games in Amsterdam                        | Gay Games in Amsterdam                        | Gay Games in Amsterdam                        |
| -     | 1999 | -                                             | -                                             | Manchester                                    | Großbritannien                                | abgesagt im Juli 1998                         | abgesagt im Juli 1998                         | abgesagt im Juli 1998                         | abgesagt im Juli 1998                         |
| VI    | 2000 | 1.6.                                          | 3.6.                                          | Zürich                                        | Schweiz                                       | 4500                                          |                                               | 19                                            | -                                             |
| VII   | 2001 | 2.8.                                          | 5.8.                                          | Hannover                                      | Deutschland                                   | 1500                                          |                                               | 7                                             | k                                             |
| -     | 2002 | Gay Games in Sydney                           | Gay Games in Sydney                           | Gay Games in Sydney                           | Gay Games in Sydney                           | Gay Games in Sydney                           | Gay Games in Sydney                           | Gay Games in Sydney                           | Gay Games in Sydney                           |
| VIII  | 2003 | 29.5.                                         | 1.6.                                          | Kopenhagen                                    | Dänemark                                      | 2200                                          |                                               | 7                                             | k                                             |
| IX    | 2004 | 29.7.                                         | 1.8.                                          | München                                       | Deutschland                                   | 5533                                          | 38                                            | 26                                            | g                                             |
| X     | 2005 | 16.6.                                         | 19.6.                                         | Utrecht                                       | Niederlande                                   | 2855                                          | 44                                            | 9                                             | k                                             |
| -     | 2006 | Gay Games in Chicago und Outgames in Montreal | Gay Games in Chicago und Outgames in Montreal | Gay Games in Chicago und Outgames in Montreal | Gay Games in Chicago und Outgames in Montreal | Gay Games in Chicago und Outgames in Montreal | Gay Games in Chicago und Outgames in Montreal | Gay Games in Chicago und Outgames in Montreal | Gay Games in Chicago und Outgames in Montreal |
| XI    | 2007 | 12.7.                                         | 15.7.                                         | Antwerpen                                     | Belgien                                       | 3650                                          | 38                                            | 12                                            | k                                             |
| XII   | 2008 | 24.7.                                         | 27.7.                                         | Barcelona                                     | Spanien                                       | 5300                                          | 40                                            | 25                                            | g                                             |
| -     | 2009 | Outgames in Kopenhagen                        | Outgames in Kopenhagen                        | Outgames in Kopenhagen                        | Outgames in Kopenhagen                        | Outgames in Kopenhagen                        | Outgames in Kopenhagen                        | Outgames in Kopenhagen                        | Outgames in Kopenhagen                        |
| -     | 2010 | Gay Games in Köln                             | Gay Games in Köln                             | Gay Games in Köln                             | Gay Games in Köln                             | Gay Games in Köln                             | Gay Games in Köln                             | Gay Games in Köln                             | Gay Games in Köln                             |
| XIII  | 2011 | 20.7.                                         | 24.7.                                         | Rotterdam                                     | Niederlande                                   |                                               |                                               | 26                                            | k                                             |
| XIV   | 2012 | 27.6.                                         | 1.7.                                          | Budapest                                      | Ungarn                                        |                                               |                                               |                                               |                                               |
| -     | 2013 | Outgames in Antwerpen                         | Outgames in Antwerpen                         | Outgames in Antwerpen                         | Outgames in Antwerpen                         | Outgames in Antwerpen                         | Outgames in Antwerpen                         | Outgames in Antwerpen                         | Outgames in Antwerpen                         |
| -     | 2014 | Gay Games in Cleveland & Akron                | Gay Games in Cleveland & Akron                | Gay Games in Cleveland & Akron                | Gay Games in Cleveland & Akron                | Gay Games in Cleveland & Akron                | Gay Games in Cleveland & Akron                | Gay Games in Cleveland & Akron                | Gay Games in Cleveland & Akron                |
| XV    | 2015 |                                               |                                               | Stockholm                                     | Schweden                                      | 4465                                          | 71                                            | 28                                            | -                                             |
| XVI   | 2016 |                                               |                                               | Helsinki                                      | Finnland                                      |                                               |                                               |                                               |                                               |
| -     | 2017 | Outgames in Miami Beach (abgesagt)            | Outgames in Miami Beach (abgesagt)            | Outgames in Miami Beach (abgesagt)            | Outgames in Miami Beach (abgesagt)            | Outgames in Miami Beach (abgesagt)            | Outgames in Miami Beach (abgesagt)            | Outgames in Miami Beach (abgesagt)            | Outgames in Miami Beach (abgesagt)            |
| -     | 2018 | Gay Games in Paris                            | Gay Games in Paris                            | Gay Games in Paris                            | Gay Games in Paris                            | Gay Games in Paris                            | Gay Games in Paris                            | Gay Games in Paris                            | Gay Games in Paris                            |
| XVII  | 2019 | 11.7                                          | 13.7                                          | Rom                                           | Italien                                       |                                               |                                               |                                               |                                               |
| XVIII | 2020 |                                               |                                               | Düsseldorf                                    | Deutschland                                   | abgesagt im Mai 2020                          | abgesagt im Mai 2020                          | abgesagt im Mai 2020                          | abgesagt im Mai 2020                          |
| XIX   | 2021 | 18.8                                          | 20.8                                          | Kopenhagen                                    | Dänemark                                      |                                               |                                               |                                               |                                               |
| XX    | 2022 | 28.7                                          | 30.7                                          | Nijmegen                                      | Niederlande                                   |                                               |                                               |                                               |                                               |
| XXI   | 2023 | 26.7                                          | 29.7                                          | Bern                                          | Schweiz                                       | 2314                                          | 75                                            | 20                                            | -                                             |
| XXII  | 2024 | 17.7.                                         | 20.7.                                         | Wien                                          | Österreich                                    | 4000                                          | 90                                            | 31                                            |                                               |
| XXIII | 2025 | 23.7.                                         | 26.7.                                         | Lyon                                          | Frankreich                                    |                                               |                                               | 39                                            |                                               |
|       | 2026 | Gay Games in Valencia                         | Gay Games in Valencia                         | Gay Games in Valencia                         | Gay Games in Valencia                         | Gay Games in Valencia                         | Gay Games in Valencia                         | Gay Games in Valencia                         | Gay Games in Valencia                         |
| XXIII | 2027 |                                               |                                               | Cardiff                                       | Großbritannien                                |                                               |                                               |                                               |                                               |